# 小行星15258
小行星15258（15258 Alfilipenko）是一颗绕太阳运转的小行星，为主小行星带小行星。该小行星于1990年9月15日发现。

## 轨道参数
小行星15258的轨道半长轴为3.2287947 UA，离心率为0.173。